# Берримен, Джон (военный)
Джон Берримен (англ. John Berryman, 1825—1896) — английский офицер, кавалер креста Виктории, майор, участник Крымской войны.

## Биография
Родился в Дадли 18 июня 1825 года.
Во время Крымской войны он был сержант-майором в 17-м уланском герцога Кембриджского полка и находился среди войск, осаждавших Севастополь.
25 октября 1854 года он принимал участие в знаменитой атаке лёгкой бригады под Балаклавой и был тяжело ранен. Два сержанта (Джон Фаррелл и Джозеф Мэлоун) пришли к нему на помощь и вынесли Берримена с поля боя.
В тот же день Берримен был награждён крестом Виктории — высшей военной наградой Великобритании (награждение утверждено 24 февраля 1857 года).
Позже он дослужился до звания майора и в 1880 году вышел в отставку из 5-го уланского полка.
Скончался 27 июня 1896 года в Вулдингеме (графство Суррей).